# 宋詩曦
宋詩曦（1979年12月26日—），韓國男演員，前譯宋清晨。

## 演出作品

### 電視劇
- 2018年：tvN《我的大叔》飾演 朴奇勳
- 2019年：OCN《附身》飾演 姜必成

### 電影
- 2009年：《非常母親》飾演 刑警
- 2010年：《不當交易》
- 2010年：《方子傳》飾演 卞鶴度
- 2010年：《大鼻子情聖：戀愛操作團》飾演 金玄坤
- 2010年：《麻煩終結者》
- 2011年：《人類滅亡報告書》飾演 敏書的叔叔
- 2011年：《危險的見面禮》飾演 賢俊
- 2011年：《第七礦區》飾演 高鍾允
- 2012年：《馬屁王》飾演 東植
- 2012年：《音痴診所》飾演 馨子的丈夫
- 2014年：《朝鮮美女三劍客》飾演 宋清晨捕差
- 2014年：《道熙呀》飾演 永河
- 2014年：《我戀愛的記憶》飾演 賢碩
- 2014年：《德水里5兄弟》飾演 東秀
- 2015年：《桃李花歌》飾演 金世宗
- 2017年：《七年之夜》
- 2018年：《Goodbye My Father》
- 2019年：《真兇（朝鲜语：진범 (영화)）》飾演 李英勳
- 2022年：《極速快遞》飾演 趙京弼
- 2022年：《笑子當老大》飾演 李基世
- 2022年：《嬰兒轉運站》飾演 育幼院院長
- 2022年：《归乡》饰演 基世
- 2023年：《詐騙女王》飾演 朴完窐

## 外部連結
- NAVER（页面存档备份，存于）
- 宋清晨的M2day
- 偶像劇場（页面存档备份，存于）